# Esmé Percy
Saville Esmé Percy (n. 8 august 1887, Londra, Regatul Unit al Marii Britanii și Irlandei – d. 17 iunie 1957, Brighton, Anglia, Regatul Unit) a fost un actor de film englez. A apărut în 40 de filme între 1930 și 1956.

## Biografie
S-a născut la Londra și a murit la Brighton.

## Filmografie parțială
- Murder! (1930) - Handel Fane
- The Lucky Number (1932) - președintele
- Bitter Sweet (1933) - Hugh Devon
- Summer Lightning (1933) - Baxter
- On Secret Service (1933) - reporterul Bleuntzli
- Love, Life and Laughter (1934) - Goebschen
- Nell Gwynn (1934) - Samuel Pepys
- Lord Edgware Dies (1934) - ducele de Merton
- Unfinished Symphony (1934) - Huettenbrenner
- Regal Cavalcade (1935) - Lloyd George
- It Happened in Paris (1935) - Pommier
- Abdul the Damned (1935) - Ali, șeful eunucilor
- Invitation to the Waltz (1935) - Napoleon Bonaparte
- The Invader (1936) - Jose
- The Amateur Gentleman (1936) - John Townsend
- A Woman Alone (1936) - generalul Petroff
- Song of Freedom (1936) - Gabriel Donozetti
- Land Without Music (1936) - ambasadorul austriac
- Crime Over London (1936) - (necreditat)
- Accused (1936) - Morel
- Jump for Glory (1937) - Robinson
- The Frog (1937) - Philo Johnson
- Our Fighting Navy (1937) - Diego de Costa
- The Return of the Scarlet Pimpernel (1937) - dramaturgul Sheridan
- Pygmalion (1938) - contele Aristid Karpathy
- 21 Days (1940) - Henry Wallen
- Jeannie (1941)
- Hi Gang! (1941) - lordul Chamberlain
- The Young Mr. Pitt (1942) - rol minor (necreditat)
- Dead of Night (1945) - negustorul de antichități (segmentul „The Haunted Mirror”)
- Caesar and Cleopatra (1945) - Major Domo
- Lisbon Story (1946) - Mariot
- The Ghosts of Berkeley Square (1947) - Vizier

## Teatru radiofonic
- episodul „The Speaking Clock” al serialului radiofonic Appointment With Fear (13 aprilie 1944), unde a împrumutat vocea sa distinctă personajului Markham, negustorul de antichități, ca și fratelui său geamăn.
- Eurydice (1951), adaptare radiofonică a unei piese a lui Anouilh. Muzică: John Hotchkis. Distribuție: Paul Scofield, Esmé Percy, David Peel, Denise Bryer, Sebastian Cabot etc. Difuzat de BBC R3 la 5 februarie 1951. (The British Library National Sound Archive, Find Format: T11629WR C1)
- The Duchess of Malfi (1954), adaptare radiofonică a tragediei clasice. Percy îl interprează pe cardinalul malefic, fratele ducelui Ferdinand (Paul Scofield) și al ducesei (Peggy Ashcroft). Difuzat de BBC R3 în mai 1954.[7]
- Henry VIII (1954), adaptare radiofonică a piesei lui Shakespeare, prezentată cu ocazia jubileului teatral de aur al lui Sybil Thorndike. Distribuție: Sybil Thorndike, Robert Donat, Ralph Richardson, Vivien Leigh, Ernest Thesiger, Esmé Percy, John Gielgud, Laurence Olivier, Paul Scofield etc. Difuzat de BBC R3 la 14 iunie 1954.[8]

## Legături externe
- Esmé Percy la Internet Movie Database